# Tudor Ganea
Tudor Ganea (n. 1922 – d. 1971) a fost un matematician român, cunoscut pentru lucrările sale în domeniul topologiei algebrice, în special teoria homotopiei. Ganea a emigrat din România comunistă în SUA în 1961. A predat la University of Washington.

## Opera
În 1957 Ganea a publicat  împreună cu Samuel Eilenberg în Annals of Mathematics o lucrare în care au demonstrat teorema Eilenberg–Ganea și au formulat conjectura Eilenberg–Ganea, care rămâne și la această dată (2012) nedemonstrată.
Tudor Ganea spunea că „matematica progresează datorită încrederii și muncii asidue, prima augumentată iar a doua diminuată de ceea ce alții au făcut.”